# Rudolf Povarnitsyn
Rudolf Povarnitsyn (ukrainsk: Рудольф Павлович Поварніцин tr. Rudolf Pavlovytj Povarnitsyn ; født 13. juni 1962 i Votkinsk, Republikken Udmurtien, Sovjetunionen) er en tidligere atletikudøver, der repræsenterede Sovjetunionen og senere Ukraine. 
Han begyndte at dyrke atletik i 1975 og satte – ud af blå – 11. august 1985 verdensrekord i højdespring med 2,40 m. Rekorden holdt dog ikke engang en måned, før hans landsmand, Igor Paklin, sprang 2,41 m.. Rekorden bragte ham på det sovjetiske landshold, hvor han fik debut ved OL 1988 i Seoul. Her klarede han ikke 2,28 m, som egentlig var kvalifikationskravet for at komme i finalen, men da der skulle mindst tolv deltagere her, rakte hans spring på 2,25 m til finaledeltagelse, hvor også hans landsmænd, Paklin og Hennadij Avdjejenko, var med. I finalen klarede Povarnitsyn alle højder fra 2,20 til 2,34 m i første forsøg, hvorpå han rev ned én gang på 2,36 m, hvilket blev hans endelige resultat. Avdjejenko klarede som den eneste 2,38 m, hvilket sikrede ham guldet, mens amerikanske Hollis Conway, svenske Patrik Sjöberg lige som Povarnitsyn alle klarede 2,36 m. Sølvet gik til Conway, da han kom over denne højde i første forsøg, mens Sjöberg og Povarnitsyn delte bronzen, fordi de begge rev ned i første forsøg og ikke havde revet ned tidligere i finalen.
Povarnitsyn fortsatte på verdenstoppen nogle få år og vandt det sovjetiske mesterskab i 1989 samt sølv ved Europa-cuppen samme år. Han vandt desuden bronze ved Universiaderne i 1989 og 1991. Efter Sovjetunionens opløsning blev han atletiktræner i Ukraine.
I 2009 gik han ind i politik som medlem af et venstreorienteret parti.